# Тихменев, Александр Иванович
Александр Иванович Тихменев 1-й (30 декабря 1879 — 25 апреля 1959, Тунис) — военачальник русского императорского и Белого флотов, контр-адмирал, начальник штаба Русской эскадры. Участник Первой мировой войны и Гражданской войны в России.

## Биография
В 1901 году окончил Морской корпус c производством в мичманы. В 1901—1902 годах вахтенный начальник транспорта «Буг».
30 апреля 1903 — вахтенный начальник крейсера «Память Меркурия». В 1904 году окончил минный офицерский класс. С 1905 года минный офицер броненосца «Три Святителя». В 1906—1907 годах минный офицер броненосца «Двенадцать апостолов» и канонерской лодки «Терец».
С 1908 года командир миноносца № 272, преподаватель в минной школе Черноморского флота. В 1911 году произведён в старшие лейтенанты, в апреле этого года назначен заведующим обучением в Учебном отряде флота. С декабря 1912 года и. д. старшего офицера крейсера «Память Меркурия» (в декабре 1913 года утверждён в должности). 6 декабря 1913 — капитан 2-го ранга за «отличие по службе».
С сентября 1914 года командир эскадренного миноносца «Жуткий». С декабря 1915 по 1917 годы — командир эскадренного миноносца «Беспокойный». В 1917 году капитан 1-го ранга и командир линейного корабля «Воля» (бывший «Александр III»).
В июне 1918 года принял командование над Черноморским флотом у вице-адмирала М. П. Саблина при отъезде его в Москву для обсуждения вопроса о затоплении флота. Отказался выполнять приказа о затоплении кораблей. Вопреки этому приказу 17 июня 1918 года увел часть кораблей (линкор «Воля» и шесть эсминцев — «Беспокойный», «Дерзкий», «Живой», «Пылкий», «Жаркий» и «Поспешный») обратно в Севастополь, сдав приведенные из Новороссийска корабли командующему в Крыму Черноморским флотом адмиралу Канину В. А.
После прихода союзных кораблей и войск в Крым (11 — 12.1918) Тихменев был зачислен в резерв Морского управления штаба генерала А. И. Деникина, а позже — штаба генерала П. Н. Врангеля. С марта 1919 года был начальником морского отдела в штабе ВСЮР и Русской армии Врангеля. 17 октября 1920 года назначен Врангелем начальником штаба Морского управления Русской армии. Обеспечивал подготовку и проведение эвакуации Русской армии из Крыма в ноябре 1920. После прихода Черноморского флота в Константинополь и перехода в Бизерту (Тунис) в декабре 1920 адмирал Тихменев был назначен начальником штаба Русской эскадры в эмиграции. С 29 октября 1924, когда Франция признала большевистскую Россию, остался на положении эмигранта в Тунисе.
Умер в Бизерте в 1959 году. Похоронен на кладбище Боржель в городе Тунисе.

## Отличия
- Орден Святого Станислава 2-й степени с мечами (18.05.1915)
- Орден Святой Анны 2-й степени с мечами (6.07.1915)
- Орден Святого Владимира 4-й степени с мечами и бантом (8.03.1916)
- Турецкий Орден Меджидие 4-й степени

## Семья
Жена: Ольга Порфирьевна (1882—11.03.1970)
Дочь: Кира (1904—1978). Муж: А. А. Геринг (1895—1977)